# Plistospilota guineensis
Plistospilota guineensis är en bönsyrseart som beskrevs av Roger Roy 1965. Plistospilota guineensis ingår i släktet Plistospilota och familjen Mantidae. Inga underarter finns listade i Catalogue of Life.